# ワイズナット
ワイズナット(WISEnut)は2000年 5月に設立された人工知能基盤のチャットボット及びビッグデータ収集、分析、検索ソリューションの専門企業である。
代表的なソリューションには、人工知能チャットボットソリューション(WISE i Chat)と人工知能コンテンツキュレーティングソリューション(WISE i Desk)、人工知能統合検索ソリューション(Search Formula-1)、人工知能ベースのクラウドサービス型(SaaS)チャットボット「賢いアンソニー」があり、ビッグデータ意味分析ソリューション、外部情報収集ソリューション、自動分類ソリューションなどがある。
ワイズナットは、人工知能産業生態系を代表する事業協会である知能情報産業協会(228社)の副会長と、 SW産業の健全な発展と振興のための事業協会である韓国ソフトウェア産業協会(10,634社)の副会長を務めています、 データ産業の競争力確保と革新成長のための事業協会である韓国データ産業協会(96社)の首席副会長を務めている。
2016年に人工知能企業としては初めて売上高200億ウォンを突破しただけでなく、2020年には自社記録を再び更新し、売上高300億ウォンを達成するなど、人工知能チャットボットおよび検索1位の企業として業界をリードしている。

## 20年以上の自然言語処理源泉技術開発及びビッグデータ・人工知能技術を保有する企業
WISEnutは、過去24年間、言語処理技術基盤の検索SWをはじめ、人工知能チャットボット(Chatbot)に至るまで、絶え間ない技術革新と源泉技術の確保などを通じて、国内5,000社以上の顧客とグローバル10カ国に人工知能SWを提供し、市場をリードしている。
2000年の設立以来、現在に至るまで、自社付設R&D研究所を通じて、人工知能SW基盤技術である言語処理技術及び意味分析技術、テキストマイニング、人工知能会話処理技術などを継続的に開発してきた。これらの源泉技術を基に、人工知能チャットボット、ビッグデータ、検索、分析などの分野で事業を展開している。
また、WISEnutは韓国語、英語、日本語、中国語などの多言語形態素分析技術を持続的に開発し, 2004年、同業界初のメキシコ電子政府への検索ソリューション供給を皮切りに、米国NBC.COMニュースフィードシステムを供給するなど、世界市場を舞台に人工知能ソリューションを提供してきた。 また、2008年にアジア市場拡大を目的に日本東京現地事務所を開設し、中国上海法人を設立するなど、海外市場拡大に投資を続けている。
2015年、人工知能基盤のグローバルビッグデータ分析企業ルミノソ(Luminoso)と人工知能基盤の非定型ビッグデータ分析システムのための両社間の技術融合に関する協約を締結するなど 言語処理技術に対する国内だけでなく、グローバル競争力強化にも力を入れている。
2021年 次世代人工知能検索ソリューションであるSF-1 V7が発売され、主な特徴としてAIベースの精巧なランキングアルゴリズムの適用、超大容量データ処理、クラウド(SaaS)環境の最適化、管理ツールのアップグレードを通じて最適な検索環境を提供する。

## 国内最多の人工知能チャットボットの商用化構築事例を保有している企業
WISEnutは、国内最多の人工知能チャットボットの構築を通じて対民サービスだけでなく、内部業務などに適用されており、持続的な市場拡大を通じて公共および企業分野の多様な商用化事例を提示している。
人工知能チャットボットソリューション「ワイズアイチャット(WISE i Chat)」技術開発に対する持続的なR&D投資を基に、現在、公共機関、金融、製造、流通、メディア、医療など産業別に供給されている。WISE i Chatは、当社が過去23年間、自然言語処理関連の源泉技術と国内最多のビッグデータおよび人工知能事業のノウハウを通じて開発されたソリューションで、国内最多のチャットボットの商用化および構築事例を通じて市場をリードしている。
ワイズ・アイチャットは構築型(On-premise)だけでなく、クラウドサービス型(SaaS)でワイズ・アイチャットの基盤技術を基にした「賢明なアンサニー(WISE Answerny)」も提供しており、顧客のビジネス環境と運営及び維持管理人材、予算に応じて導入が可能である。特に、サービス型の場合、構築型チャットボットの導入に苦労したり、クラウド型サービスを希望する顧客に提供されており、チャットボットの企画から運営までワンストップで提供し、構築型より気軽に利用することができる。
ワイズアイチャットは、全産業界が人工知能を活用した企業の非対面サービス能力を強化させることができる核心サービスを提供できるチャットボットSWとして、すでに公共機関や産業の各所に導入され、効果を実証している公共分野では、国民健康保険公団の「健康イージー」チャットボット, 韓国南部発電のチャットボット、仁川空港公社「エアボット」、烏山市車両登録事業所「カボット 」などがあり、産業分野では新韓銀行顧客相談チャットボット「オーロラ」、亜州大学「サボット」 亜洲大学 ‘새봇’などがある。

## 人工知能技術を活用した社会貢献活動
2020年2月、コロナ19の災害状況の中で、溢れる無分別な情報で国民と公共機関の誤った情報取得の混乱を防ぐため、WISEnutは、人工知能チャットボットの先導技術を活用した社会貢献活動として、大韓民国国民なら誰でも対象別カスタム情報をリアルタイムで確認できるコロナ19チャットボットを無償で提供している。これにより、国民が自然言語照会を通じて信頼性の高い情報を最も正確かつ便利に探せるように提供することに貢献した。

## ビジョン(Vision)と価値(Value)
WISEnutのビジョン
WISEnutは"Perfect Communication"のビジョンを持ち、「人と人」、「人と物」、「人と世界」間の自由で平等なコミュニケーションができる革新的な人工知能技術を提供する。世界のすべてのものとのコミュニケーションのためのビジョンを中心に、未来への準備に拍車をかけている。 世の中のすべてとのコミュニケーションというビジョンのために、WISEnutが追求するコアバリューは以下の通りである。
1) Absolute Empathy(絶対的共感)を基盤に、創造性と情熱を通じて世の中のすべてのものと自由で平等なコミュニケーションができる革新的な人工知能技術を提供
2) Strategy Thinking(戦略的思考)とProfessional Mentality(プロ意識)を基に、絶えず専門性を実現し、あらゆるものと完璧にコミュニケーションする最高のSWで未来を先導する。
3) Fierce Action(激しい行動)を通じて現在に安住せず、未来のための絶え間ない挑戦で自由なコミュニケーションの豊かさを提供します。

## ホームページと主なサービス
- 와이즈넛 홈페이지
- 와이즈넛 현명한앤써니

## 沿革
2004年、ワイズナットは検索ソリューション市場最初でメキシコ政府ウェブサイトに統合検索を構築して中南米 IT市場に進出した。
2007年、ワイズナットはアメリカ最大ニュースポータルであるエヌビーシーダッコム(NBC.com)に検索ソリューションを供給してアメリカ市場進出の門を開き、アジア及び太平洋地域の高速成長企業を選定する “Tech Fast 500 Asia-Pacific”で大韓民国検索ソリューション企業で唯一に選ばれた。ワイズナットは 2年連続検索ソリューション業界最初売上げ 10億円クラブに加入した。
2008年、ワイズナットはアジア市場拡大と本社 R&D研究センターとともにグローバル技術開発協業のための中国上海 R&Dセンター(アイゼンソフト) と日本東京に事務所を開所した。
2009年、ワイズナットは韓国内のみではなく、グローバル市場開拓のためにコリアワイズナットでワイズナットに社名を変更した。日本日立公共システムとビッグデータ検索ソリューションサーチフォーミュラワンの日本販売代理店契約をし、日本東京事務所を中心に日本現地企業との技術交流を認められて ‘韓日産業技術 2009’で大韓民国知識経済副長官表彰を受賞した。
2013年、ガン・ヨンソン新代表が就任して本格的にグローバルビッグデータ市場を攻略した。特に、日本日立グループの最大 SI会社である日立ソリューションズとの販売代理店契約を通じて日本内の自社のソリューション供給を本格化した。
2014年、ワイズナットは韓国で働きやすい良い優秀企業 SW 中堅/小企業に選ばれて、2014年電子 ICT産業特許経営大賞と第 1回大韓民国ソフトウェア品質大賞最優秀賞を受賞し、品質優秀性を証明した。特に、‘2014 大韓民国全国同時地方選挙’ 関連韓国型選挙ビッグデータ分析サイトである‘Choice 2014’を提供して有権者のネット分析を提供しながら大きい関心を集めた。
2015年、ワイズナットは韓国内外で活動エリアを広げて多様な協力関係を結んだ。パク・グンへ韓国大統領とともに経済使節団で中南米とアメリカを巡回して海外市場を拡大し、人工知能基盤ビッグデータ分析グローバル会社ルミノソ(Luminoso)と業務協約を締結する成果を得た。
2016年、ワイズナットは「K-Globalデータグローバル」輸出有望企業に選定され、海外輸出能力を確認された。
2017年、ワイズナットは「第17回モバイル技術大賞」で人工知能チャットボット、ワイズアイチェッで国務総理賞を受賞し、人工知能企業としては唯一、ムン・ジェイン大統領の訪中経済使節団に含まれて、サムスン、ヒョンデ、LG、SKなどと韓中ビジネスフォーラムに参加した。また、金融圏では初めて導入された大信証券のチャットボットをはじめとして、CJ大韓通運の宅配問合せチャットボット、京畿道庁(税政ボッ)などの人工知能チャットボットを構築した。
2018年、ワイズナットは科学技術情報通信部の人工知能(AI)専門企業として、懇談会を開催した。 また、行政安全部電子政府協力民間フォーラムの委員および企画財政部の革新成長本部の諮問委員にカンヨンソン代表理事が委嘱された。ワイズナットは仁川国際空港のチャットボット、ノラン風船の旅行チャットボットや港空チャットボット、利川陶磁器祭の案内ボットなどを成功的に構築しており、ホームページおよびアプルなどのメディアを通じて簡単に接できる。
2019年、ワイズナットは「第18回大韓民国SW企業の競争力大賞」のITソリューション分野で最優秀企業に選定されており、民間主導型電子政府サービスのアイデア公募展で優秀賞を受賞した。シンハン銀行(ソウルメートオーロラ)、LX韓国国土情報公社(ランディー・トーク)、亞洲大學校(セボッ)、キョボ生命(ラバース)、ソウル市ダサンコル財団(トクトク120)など人工知能チャットボットを構築した。
2020年、'ワイズナットはWISE i Chatでフィナンシャルタイムズ2020アジア太平洋高成長企業に選ばれましたとなり、インテリジェンス大賞でインテリジェント製品部門大賞を受賞しました。 兵務庁苦情相談チャットボット(아라), 韓国南部発電の社内業務自動化チャットボット(MY CODI), ソウル市(ソウルトーク)、仁川空港公社(エアボット)など、中央大学(チャーリー)、明智大学(マルボット) などのチャットボットの商用化事例を構築した。それだけでなく、2020年2月、新型コロナ19の災害状況に対する社会貢献活動として、韓国国民なら誰でも対象別カスタマイズ情報をリアルタイムで確認できる「新型コロナ19チャットボット」ベータ版を提供した。
2021、'ワイズナットは今年のデジタルニューディール優秀企業に選定され、韓国知能情報社会振興院長表彰を受賞し WISE i Chat V3で2021大韓民国インパクトテック大賞韓国経済新聞社長賞を受賞した。 韓国交通安全公団のチャットボット'タンゲルボット'、昌原大学のチャットボット、烏山市車両登録事業所の'カボット'韓国放送通信大学の入学相談チャットボット'ソンイ'などのチャットボットの商用化事例を構築した。また、2021年8月に人工知能検索ソリューションであるSF-1 V7がアップグレード発売し、京畿道未来技術学校との業務協約を通じて「データ産業人材養成事業」に参加した
2022年、'WISEnutは第21回大韓民国SW企業競争力大賞企業力量強化部門で最優秀賞を受賞し韓国版ニューディール推進貢献有功国務総理表彰を受賞した。また、人工知能産業の好循環生態系構築及び活性化に貢献したことが認められ、「2022大韓民国人工知能産業大賞」で知能情報産業協会会長賞を受賞した。 2022年3月、Vespin Globalとクラウドサービス事業協力と技術交流のための業務協約を締結した。 2022年12月にクラウド産業大賞優秀企業部門で科学技術情報通信部長官賞を受賞し、連続して核心産業クラウドフラッグシッププロジェクトデジタルワーク部門で科学技術情報通信部長官賞を受賞した。 また、日本ウェルストンと検索エンジンSearch Formula-1 V7の日本語版の販売、開発支援に関する協約を締結し、グローバル事業の拡大にも努めた。
2023年、ウン・ソクヨル大統領の米国・UAE経済使節団の巡回に人工知能代表企業として同行しました、釜山ベクスコで開かれた「2023大韓民国政府博覧会」でデジタルプラットフォーム政府実現の功績を証明し、有功委員長表彰を受けた。 また、韓国を代表するSW企業として、WISEnutの独自技術力と人工知能及びクラウド(SaaS)サービスの優秀性が認められ、第22回韓国SW企業競争力大賞で科学技術情報通信部長官賞を受賞しました。 また、日本の東京で開かれた「2023コリアICTエキスポ・イン・ジャパン」に参加し、公共分野のDX(デジタル転換)構築ノウハウと戦略を共有し、日本の日立GP、ウェルストンなど現地の大手パートナー企業との持続的な協力を通じて日本国内市場での地位を固めた。
2024年、ワイズナットは4年連続で知能情報産業協会が主催する「2024 Emerging AI+X TOP 100企業」に選定された。2019年に引き続き、京畿道有望中小企業再認証に選ばれた。

## 製品
ワイズナットの製品群は言語処理技術、ビッグデータ分析技術を基盤でビッグデータ分析、収集、検索、時刻化などビッグデータの全プロセスに供給可能な製品で構成されている。
- ビッグデータ検索ソリューション Search Formula-1 V5(サーチフォーミュラワンブイファイブ)
- 知能型情報収集ソリューション WISE InfoFinder v2(ワイズインフォファインダー)
- ビックデイト意味分析ソリューション WISE BIC Analyzer v2(ワイズビックアナライズ)
- テキストマイニンソリューション WISE TEA(ワイズティー)
- 人工知能自動応答ソリューション WISE I Chat(ワイズアイチャット)

（株）ワイズナット（→en:WISEnut）は2000年（株）コリアワイズナットの名称で韓国法人として当社を設立した。